# مهرجان الأمير سلطان بن عبد العزيز العالمي للجواد العربي
مهرجان الأمير سلطان بن عبد العزيز العالمي للجواد العربي هو مهرجان عالمي للجياد العربية الأصيلة لسباق القدرة والتحمل والسرعة، ويُقام في شهر يناير من كل عام، ولمدة خمسة أيام متواصلة في مدينة تبراك غرب الرياض عاصمة المملكة العربية السعودية. يهدف إلى تعزيز وتطوير مجالات الفروسية، ويصاحب إقامته مجموعة من الأنشطة المتنوعة التي تستهدف إحياء ثقافة الفروسية بما يحافظ على أهمية الجواد العربي ومكانته.
يشارك فيه 450 جوادًا في سباق الجمال، و25 في منافسات سباق السرعة، وتبلغ مجموع جوائز على أكثر من 10 ملايين ريال سعودي، ويحصل الفائز بالجائزة على مليون و500 ألف دولار، ويقام في يومه الأول سباق للجياد العربية الأصيلة، فيما يشارك الجواد العربي في مسابقة دولية خلال الأيام الثلاثة اللاحقة، وفي الأيام الثلاثة اللاحقة، يشارك الجواد في مسابقة فروسية دولية لاستعراض جماله وتألقه.

## معايير التميز
تطبق إدارة المهرجان عددًا من المعايير لاختيار الخيول الفائزة من حيث الصفات، والمظهر والانطباع العام، وتقاسيم الرأس، وتناسق حجم الرقبة، وهيئة الجسم، وتفاصيل المنكب، وتعامد القائمتان الأماميتان من جسم الحصان، والحوافر الأمامية والخلفية، وحركة الذيل، والخطوات ورشاقة الحركة، وغيرها.

## نظام النتائج والتحكيم
تُشارك 16 فئة في المهرجان ويُشترط أن تحتوي كل فئة على 20 خيلًا، وأن يكون الجواد مفطومًا، وأن يزيد عمره عن 6 أشهر، وتُمنح النقاط للخيول المشاركة بناءً على الهرولة والوقوف والمشي وفقًا لتعليمات مدير الميدان، على أن تُسجل النقاط عن طريق لجنة التحكيم بالاستناد على معايير نوع الخيل وقوامه ورأسه وعنقه وجسمه ومظهره حركته.

## الجوائز
تبلغ قيمة جوائز المهرجان أكثر من 10 ملايين ريال سعودي، ويمنح الفائز بجائزة الأمير سلطان الدولية مليون و500 ألف دولار، كما يحصل الفائز في شوط إسطبلات الخالدية على 500 ألف دولار.

## اللجنة المنظمة
| الاسم                               | المنصب       |
| ----------------------------------- | ------------ |
| الأمير خالد بن سلطان بن عبد العزيز  | رئيس اللجنة  |
| الأمير فيصل بن سلطان بن عبد العزيز  | عضو          |
| الأمير تركي بن خالد بن فيصل         | عضو          |
| الأمير محمد بن فيصل بن عبد الله     | عضو          |
| الأمير فيصل بن خالد بن سلطان        | عضو          |
| الأمير خالد بن بندر بن سلطان        | عضو          |
| الأمير نايف بن سلطان بن عبد العزيز  | عضو          |
| الأمير أحمد بن سلطان بن عبد العزيز  | عضو          |
| الأمير منصور بن سلطان بن عبد العزيز | عضو          |
| الأمير فهد بن خالد بن سلطان         | المشرف العام |

## أنظر أيضًا
- قائمة المهرجانات والمواسم الفنية في السعودية

- مهرجان موسم جدة

- موسم الدرعية